# 馬塔諾湖鯔鰕虎魚
馬塔諾湖鯔鰕虎魚（学名：Mugilogobius adeia），为輻鰭魚綱鱸形目鰕虎亞目鰕虎科鯔鰕虎魚屬下的一个种，為熱帶淡水魚，被IUCN列為易危保育類動物，分布於亞洲蘇拉威西馬塔諾湖，體長可達4.3公分，棲息在湖泊底層水域，以腹足類空殼當做庇護，生活習性不明。

## 扩展阅读
- 維基物種上的相關：馬塔諾湖鯔鰕虎魚